# زيريون

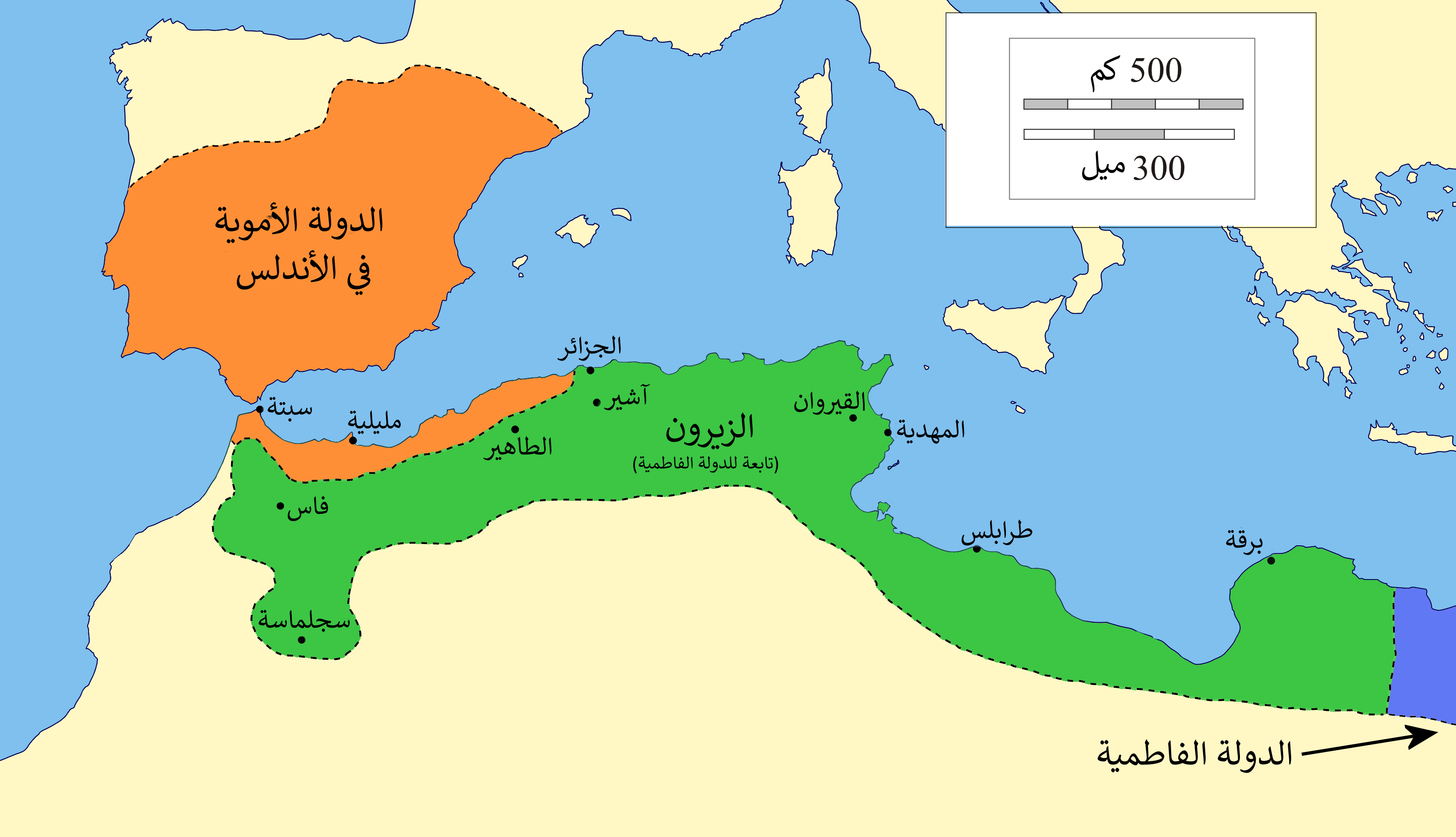
خريطة أخرى توضح امتداد الدولة الزيرية في عام 980، يرجع الاختلاف في الخرائط إلى تبدل الحكم في المنطقة كثيرا

الزيريون أو بنو زيري هم سلالة حاكمة صنهاجية حكمت في شمال أفريقيا الجزائر وتونس والمغرب وأجزاء ليبيا ما بين 971-1152م، ومناطق من الأندلس.
اتخذ الزيريون عدة عواصم ابتداء من مدينة آشير منذ عام 971 م، ثم القيروان منذ عام 995 م، ثم المهدية منذ عام 1057 م.
ينحدر بنو زيري من المغرب الأوسط وسط الجزائر حاليا وكان كبيرهم «زيري بن مناد» من أتباع الفاطميين منذ 935م. تولى الأخير سنة 971م حكم الإمارة في قلعة آشير (الجزائر). تمتع ابنه من بعده بلقين بن زيري (971-984 م) باستقلالية أكبر عندما حكم جميع بلاد إفريقية، وتمكن من أن يوسع دولته غربا حتى سبتة، وهاجموا فاس سنة 980م لكنهم لاقوا مقاومة من السكان المحليين من قبيلة زناتة المتحالفين مع خلافة قرطبة.
دخل الزيريون بعدها في صراع مع أبناء عمومتهم الحماديون الذين أسسوا دولة خاصة بهم في المغرب الأوسط.

## تاريخ الزيريين

### الظهور
بعد انتصار جوهر الصقلي في معركة مصر وفتحه للبلاد، قرر الخليفة الفاطمي المعز لدين الله في أكتوبر 972, الانتقال من المهديّة إلى عاصمته الجديدة القاهرة والاستقرار فيها وذلك لموقع مصر الإستراتيجي بين المغرب والمشرق وكذلك لكي يهرب من التمردات المستمرة للقبائل الأمازيغية عليه في إفريقية والمغرب الأوسط، قرر الخليفة في بادئ الأمر تعيين «الأمير أبو أحمد جعفر» على إمارة إفريقية إلا أنه تراجع فيما بعدما طالب هذا الأخير بسلطات واسعة فاستقر رأيه في الأخير على بلقين بن زيري الذي قبل الاقتراح فوراً وأقسم للخليفة بالولاء والوفاء.

#### إمارة أفريقية
وقد وقع الاختيار على بلقين بن زيري كأميرٍ على أفريقية لعدّة أسباب منها أنه ابن زيري بن مناد الصنهاجي القائد الأمازيغي الذّي أنقذ الأسرة الفاطمية من الدمار سابقاً، وكذلك لانتمائه لقبيلة قوية وذات نفوذ قادرة على الدفاع عن المذهب الإسماعيلي في الداخل وكذلك على صد أمويو الأندلس.

و لكي يضمن الخليفة ولاء الأمير بلقين، قرر بتر إمارة إفريقية من عدد من أجزائها كطرابلس وصقلية ومنطقة القبائل، وبالتّالي أصبح والي إفريقية محاصرا من كل النواحي من قبل الخليفة الفاطمية كما قام المعز بتهديد بلقين بإطلاق قبائل كتامة عليه إذا فكر في التمرّد أو الانفصال وهو ما جعل أمير إفريقية مجبرا إذا أراد التوسّع أن يتوسّع غربا، بحكم أنه محاصر شرقا من قبل طرابلس، في اتجاه زناتة حلفاء الأمويين.

#### معارك بلقين بن زيري
في جوان 973، انطلق أمير إفريقية بلقين بن زيري غربا في حملة ضد قبائل زناتة. بدأ أولا باقتحام المغرب الأوسط (الجزائر حاليا) أين قام السكان بالثورة مباشرة بعدما انتقل المعز للقاهرة، فكانت مدينة تيارت التي سيطرت عليها قبيلة زناتة أول محطاته فقام بمحاصرتها ثم السيطرة عليها بالقوة وذبح رجالها وسبى نساءها واستعبد أطفالها ثم أشعل فيها النار وأرسل 200 رأس من سكانها إلى الخليفة الفاطمي. بعد تيارت توجه نحو تلمسان التي استسلمت دون مقاومة لتسلم من بطش بلقين، فقام بالعفو عن سكانها لكنه قام بتهجيرهم قسرا نحو آشير عاصمة الزيريين الأولى. بعد تدمير تيارت واستسلام تلمسان، أقدمت كل مدن المغرب الأوسط على الاستسلام خوفا من بلقين، الذي واصل تقدمه نحو الغرب تحديدا مدينة سجلماسة في المغرب الأقصى وقام بهزم كل قاداتها المناصرين للأمويين ثم واصل تعقب قبيلة زناتة وصولا إلى مدينة سبتة أين وجد مدينة محصنة جدا وبها جيش قوي مدعم من من قبل الأمويين في الأندلس، فقاتلهم إلا أنه لم يتمكن من السيطرة على المدينة لاختلال موازين القوى.

في جوان 983 قرر العودة إلى عاصمته آشير بعد تمكنه من إخضاع معظم المغرب تحت سيطرته، لكنه علم أنّ المغرب الأقصى قد عاود التمرد من جديد بعد طرد الوالي الذي عينه هناك من مدينة سجلماسة، فعاود الطريف نحو المدينة المتمردة لكنه مرض في الطريق وتوفي يوم 25 ماي 984.

#### إمارة المنصور بن بلقين على إفريقية
في 16 ديسمبر 984, أرسل المنصور، ابن بلقين بن زيري، مليون دينار كهدية للخليفة الفاطمي، وتعد هذه الهدية قربانا للخليفة وإشارة على خضوعه له، وفي النهاية قرر الخليفة العزيز بالله الفاطمي تولية المنصور الولاية على إفريقية خلفا لأبيه، لكن في الحقيقة خضوع المنصور للخليفة لم يمكن سوى خضوع نظري، بينما في الواقع كان مطلق اليدين، فقد قام بحراسة خزينة الإمارة وبدأ في تسمية وخلع المسؤولين وأمر فقهاء القيروان بتهنئته في آشير قبل حتى وصول وثيقة التكليف من القاهرة.

خضع فقهاء ونبلاء القيروان للحاكم الجديد وتوجهوا إلى عاصمته وقاموا بتهنئته وتقبيل يده، وقد قام الأمير المنصور باستقبالهم استقبالا جيدا، حيث قام بتوزيع الأموال عليهم وشكرهم على تدينهم، ثم اجتمع بهم وأعلمهم أنه على عكس والده وجده فإنه لن يحكم بالسيف والقوة بل من خلال الخير.

بعد هذا اللقاء توجه المنصور نحو القيروان حيث استقبل استقبالا بهيجا حيث وزع الأموال على السكان كما قام بإهداء أبواب حديدية جديدة لمسجد عقبة بن نافع، ولتوسيع قاعدة شعبيته قرر إمامة تقريبا كل الصلوات في المسجد كما قام ببناء قصر بهيج بكلفة ثمانمئة ألف دينار في إحدى ضواحي القيروان المسماة بالمنصورية، وبهذا أصبحت القيروان عاصمته الجديدة، بينما قام بتولية أخيه يتوفات على مدينة آشير.

## إمارة المعز بن باديس بن المنصور على إفريقية

### الانفصال عن الدولة الفاطمية

#### إنحصار سلطة الزيريين
بعد وفاة الأمير باديس بن المنصور تولى ابنه المعز بن باديس الحكم بعد حصوله على يمين الولاء من قبل وجهاء صنهاجة وقضاة القيروان رغم أنّه لم يكن يتجاوز من العمر التسع سنوات. وقد كان المعز معروف بجماله الرجولي إضافة إلى ذكائه وقد كان شغوفا بتعلم الموسيقى والآداب والعلوم الدينية والدنيوية وقد إستغل هذه الخاصيات جسدية والفكرية في تنمية شعبيته الي أعادت عليه بهدايا كثيرة وقيّمة، وقد كان المعز إضافة إلى ذلك قائدا عسكريا لامعا حيث إبتدأ فترة حكمه بحملة عسكرية على الحماديون الذّين إلتجؤوا في عاصمتهم المسماة بقلعة بني حماد، لكن الأمير المعز لم يقم بمحاصرة المدينة بل إكتفى بإستعادة السيطرة على المغرب الأوسط وبتولية خاله كرامة عليه الذّي لم يم يعمّر طويلا في المنصب حيث توصل المعز وحماد بن بلقين قائد الحمّاديين الذي أرسل أبنه القايد بن حماد إلى المنصوريّة وقد قرر المعز تعيين هذا الأخير كواليا على الجزء الشمالي من المغرب الأوسط كبادرة منه على نيّته لإجراء تحالف معهم وقد تم تجديد هذا التحالف مرار وتكرار وتدعيمه بتحالفات زيجية.

في سنة 1022 قام المعز بإعدامه وزيره الأعظم محمد أبو الحسن بسبب نفوذه المتعاظم (و جدير بالذكر أنّ هذا الوزير كان له دور كبير في استمالة المعز للمذهب السني) فقرر أخوه عبد الله حاكم طرابلس تسليم المدينة لقبائل زناتة أعداء الزيريين التاريخيين، إلا أنهم، وخوفا من هجوم المعز عليهم، عرضوا على الأمير مقترح إستسلام إلا أنه لم يجب على المقترح. ضاعت طرابلس نهائيا من أيادي الزيريين لتصبح تحت حماية الفاطميين، وبعد بضع سنوات شعر الزنتانيون بأن قوتهم أصبحت قوية بما يكفي للسيطرة على إفريقية فقاموا بغزو البلاد إلا أنهم هزموا هزيمة نكراء سنة 1036. ولكن عوض الإهتمام بتدعيم إفريقية التّي أصبحت معزولة من كل الجهات، قام بإعداد أسطول بحري لإعادة الإستيلاء على صقلية لكنه فشل.

#### توتر العلاقات بين الفاطميين والزيريين
مع إنحصار سلطة الزيريين وتعاظم نفوذ الفقهاء المالكيين قام هؤلاء الأخرين بتحريض السكان المحليين على القيام بمذابح في حق الشيعة في إفريقية سنة 1016 وكادت هذه المذابح أن تفتك بالعلاقة بين القاهرة والمنصورية، إلا أنّ الأمير المعز بن باديس رفض تحمّل مسؤوليتها فقبل الفاطميون هذا التوضيح واستمرت العلاقة الودية وتبادل الهدايا بين الطرفين لكن هذا الود لن يستمر إلى ما لا نهاية إذ أنه في النهاية حصلت القطيعة.

لقد إختلف المؤرخين في تاريخ حصول القطيعة لكنهم أجمعوا على أنها وقعت بين 1041 و1052, فمنهم ابن عذاري الذّي قال أنه في سنة 1041 أعلن الأمير الإفريقي ولائه للخليفة العباسي بينما تقول روايات أخرى أن هذا الأمر حصل سنة 1044، 1045 و1052.

بحسب ابن خلدون، فقد تسلم خليفة بغداد عبد الله القائم بأمر الله وثيقة إعتراف المعز بخلافته على إفريقية، فقام الخليفة بإرسال وثيقة التكليف بإمارة إفريقية وسائر المغرب إلى المعز وذلك تحت حماية الخليفة العباسي. بعد قراءة نص التكليف في جامع عقبة بن نافع في القيروان أمر المعز بتغيير كل الأعلام المرفوعة بأعلام سوادء، أعلام الدولة العباسية، وبحرق كل أعلام الفاطميين إضافة إلى هدم دار الإسماعيلية وبالتالي حصلت القطيعة النهائية بين الدولة الفاطمية وإمارة إفريقية بقيادة الزيريين.

## تاريخ

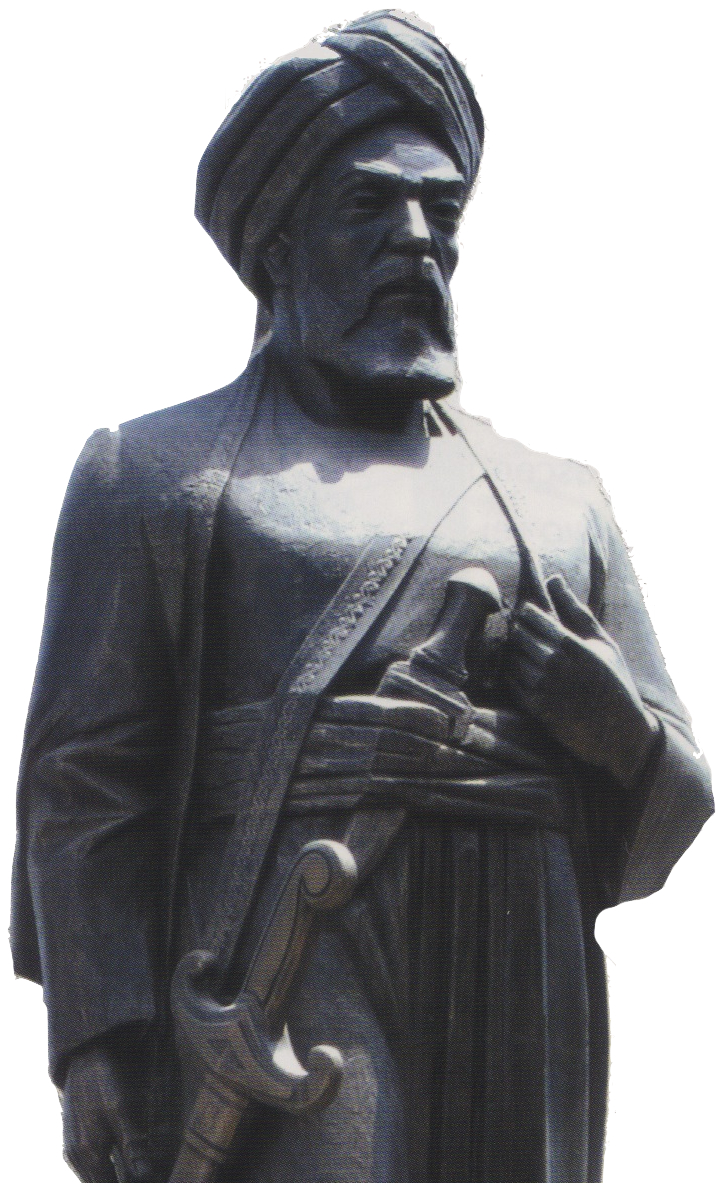
بلقين بن زيري بن مناد الصنهاجى

### يوسف بُلكِّين بن زيرى بن مناد الصنهاجى [362 - 373هـ / 973 - 983م]
عينه المعز على ولاية المغرب الأوسط، واستثنى من ذلك طرابلس المغرب الادنى، وأجدابية وسرت، وعين معه زيادة الله ابن القديم على جباية الأموال، وجعل عبد الجبار الخراساني وحسين بن خلف على الخراج، وأمرهما بالانقياد ليوسف بن زيري
واجه يوسف عدة ثورات واضطرابات بالمغرب الأوسط، كان منها عصيان أهل تيهرت، ثم سيطرة قبيلة زناتة على مدينة تلمسان، وقد توجه إلى تيهرت بجنوده وأعادها إلى طاعته، كما توجه إلى تلمسان وأعادها إلى حكمه في سنة (365هـ / 976م).
وفي سنة (373هـ /984م) خرج الأمير يوسف على رأس جيوشه لاستعادة سجلماسة من أيدي بعض الثوار الذين استولوا عليها، ولكنه أصيب بمرض أودى بحياته في شهر ذي الحجة سنة (373هـ / مايو 984م).

### المنصور بن يوسف بُلكِّين بن زيرى [373 - 386هـ / 984 - 996م]
أوصى الأمير يوسف بلقين قبل وفاته بالإمارة من بعده لابنه المنصور الذي كان بمدينة أشير حين بلغه خبر وفاة والده، وأقبل عليه أهل القيروان وغيرها من المدن، لتعزيته، وتهنئته بالولاية، فأحسن إليهم وقال لهم: إن أبى يوسف وجدي زيرى، كانا يأخذان الناس بالسيف، وأنا لا آخذهم إلا بالإحسان، ولست ممن يُولَّى بكتاب، ويُعزل بكتاب، وقصد المنصور من ذلك أن الخليفة الفاطمي بمصر لا يقدر على عزله بكتاب.
وقد واجهت المنصور عدة مشاكل، كانت منها غارات قبائل زناتة المستمرة على المدن المغربية في سنة (374هـ / 985م)، واستيلاء زيري بن عطية الزناتى على مدينتى فاس وسجلماسة، مما دفع المنصور إلى إرسال أخيه يطوفت على رأس جيش كبير لمواجهة هذه القبائل، ودارت معركة كبيرة بين جموع الفريقين، أسفرت عن هزيمة الصنهاجيين، وعودتهم إلى أشير.
ثم تصدى الأمير المنصور في سنة (376هـ / 986م) لعمه أبى البهار الذي نهب مدينة تيهرت، ففر أبو البهار أمامه، ودخل المنصور المدينة، وأعاد إلى أهلها الأمن والهدوء. ثم تُوفي في يوم الخميس (3 من ربيع الأول سنة 386هـ / مارس 996م)، ودُفن بقصره.

### باديس بن المنصور [386 - 406هـ / 996 - 1015م]
وُلد باديس في سنة (374هـ /985م)، وتكنى بأبى مناد، وخلف أباه على المغرب في سنة (386هـ /996م)، وأتته الخلع والعهد بالولاية من الحاكم بأمر الله الفاطمي من مصر، وبايع للحاكم، وأعلن تبعية بلاده لخلافته، ثم أقطع عمه حماد بن يوسف مدينة أشير، وولاه عليها، وأعطاه خيلا وسلاحًا، وجندًا كثيرًا.
فكانت هذه هي نقطة البداية لانقسام «بني زيري» إلى أسرتين: تحكم إحداهما بالمغرب الأدنى في ليبيا وتونس، وتحكم الأخرى -أسرة بني حماد- بالمغرب الأوسط في الجزائر، متخذة من قلعة بني حماد مقرا للحكم. وانفرد بنو حماد بإقليم الجزائر، نظرًا لضعف قبضة الأمير باديس على البلاد.
وقد واصل باديس مطاردة زناتة، وأُخبر في سنة (387هـ / 997م) بأن زيرى بن عطية الزناتى قد اعتدى على مدينة أشير، فبعث إليه بجيشه لمواجهته، ولكن الجيش هُزم على أيدى الزناتيين، فاضطر الأمير باديس إلى الخروج بنفسه لمواجهتهم في أشير، فلما علم الزناتيون بذلك انطلقوا إلى الصحراء، وتركوا المدينة، فدخلها باديس، وأقر الأمور بها، ثم مات في سنة (406هـ / 1015م).

### المعز بن باديس [406 - 453هـ / 1015 - 1061م]
أُخذت البيعة للأمير المعز بن باديس بمدينة المحمدية، وتولى الأمر يوم وفاة أبيه وفرح الناس بتوليته لما رأوا فيه من كرم ورجاحة عقل، فضلا عن تواضعه، ورقة قلبه، وكثير عطائه، على الرغم من حداثة سِنه.
وقد حدثت في عهد المعز بن باديس بعض التطورات، حيث ألغى المذهب الشيعي، وخلع طاعة الفاطميين، ودعا على منابره للعباسيين، وتصالح مع أبناء عمومته الحماديين سنة (408هـ / 1017م)، وواصل مطاردة قبائل زناتة جهة طرابلس، في أبناء حماد. ثم أُصيب المعز بن باديس بمرض في كبده أودى بحياته في سنة (453هـ / 1061م)، بعد حكم دام سبعًا وأربعين سنة.

### تميم بن المعز بن باديس [453 - 501 هـ / 1061 - 1108م]
وُلد بالمنصورية في منتصف رجب سنة (422هـ / يونيو 1031م)، ثم تولى إمرة المهدية في عهد والده المعز في سنة (445هـ /1053م)، ثم خلف والده في الإمارة في سنة (453هـ / 1061م)، فواجه عددًا من الاضطرابات والقلاقل، حيث سيطر العرب الهلاليون على كثير من مناطق إفريقية، وثار عليه أهل تونس وخرجوا عن طاعته، فأرسل إلى تونس جيشًا، حاصرها سنة وشهرين، فلما اشتد الحصار على الناس، طلبوا الصلح، وعاد جيش تميم إلى المهدية، ثم ثارت عليه مدينة سوسة فحاصرها وفتحها عنوة، وأمن أهلها على حياتهم.
وقد تعرضت المهدية في عهده لهجمات الهلالية، لكنه تمكن من صدهم، ثم حاصر قابس وصفاقس، واستولى عليهما من أيدي الهلالية الذين كانوا يحتلونهما. وعمد إلى مهادنة أبناء عمومته في الجزائر، وزوج ابنته للناصر بن علناس أمير الجزائر، وأرسلها إليه في موكب عظيم، محملة بالأموال والهدايا. ثم تُوفي في سنة (501هـ / 1107م).

### يحيى بن تميم بن المعز بن باديس [501 - 509هـ / 1107 - 1115م]
ولد بالمهدية في (26 من ذب الحجة سنة 457هـ)، وولى الإمارة وعمره ثلاث وأربعون سنة وستة أشهر وعشرون يومًا، فوزَّع أموالا كثيرة، وأحسن السيرة في الرعية، ثم فتح قلعة أقليبية التي استعصى على أبيه من قبل فتحها، كما جهز أسطولاً كبيرًا، كان دائم الإغارة على الجزر التابعة لدولة الروم في البحر الأبيض المتوسط، ومات فجأة في يوم عيد الأضحى سنة (509هـ - 1115م).

### على بن يحيى بن تميم [509 - 515 هـ = 1115 - 1121م]
لم يكن الأمير على حاضرًا بالمهدية -التي وُلد بها- حين وفاة والده، فلما وصل إليه الخبر، حضر مسرعًا، ودفن والده، وتولى الإمارة خلفًا له، ثم جهز أسطولاً كبيرًا لمهاجمة جزيرة جَرْبَة، لأن أهلها قطعوا الطريق على التجار، وتمكن الأسطول من إخضاع الجزيرة، وأمَّن الأمير أهلها وعفا عنهم، ثم قضى على عصيان رافع عامله على قابس، الذي سعى إلى شق عصا الطاعة وحشد الجموع لمهاجمة المهدية. وقد تُوفي الأمير على في العشر الأواخر من شهر ربيع الآخر سنة (515هـ / يونيو 1121م).

### الحسن بن على بن يحيى [515 - 543هـ / 1121 - 1148م]
ولى الإمارة عقب وفاة والده الأمير على، وكان عمره آنذاك اثنتي عشرة سنة، فقام صندل الخصيّ بإدارة شئون الحكم، إلا أنه تُوفي بعد فترة قصيرة، فتولى القائد أبو عزيز موفق الإشراف على أمور البلاد، وتمكن من صد الأسطول الرومي الذي هاجم بعض حصون الزيريين في سنة (517هـ / 1123م)، وكذلك ألحق الأمير الحسن الهزيمة بجيش يحيى بن عبد العزيز بن حماد أمير بجاية الذي جاء لمهاجمة المهدية والاستيلاء عليها في سنة (529هـ / 1135م).
وفي سنة (537 - 543هـ / 1142 - 1148م) حل القحط بإفريقية واستغل ملك صقلية ذلك وجهز أسطولاً كبيرًا، وتوجه به قاصدًا المهدية، ولم يستطع الحسن الدفاع عنها، وهرب بأهله ومتاعه إلى أبناء عمومته من بني حماد، فوضعوه وأهله تحت الحراسة، ومنعوه من التصرف في شيء من أمواله، ودخل الروم مدينة المهدية دون قتال أو ممانعة، فسقط حكم بني زيري، وسقطت إمارتهم، وكان الحسن بن على آخر أمراء الدولة الزيرية.

## المظاهر الحضارية لدولة بني زيري بالمغرب الأوسط

### الناحية الاقتصادية
كانت الزراعة هي دعامة الحياة الاقتصادية في المنطقة، التي تمتعت بالهدوء والاستقرار في ظل الحكم «الزيرى» فيما عدا الفترة التي شهدت هجوم العرب الهلالية على البلاد، وقد ساعد تطور نظام الري على تطور الزراعة، فعرفت المنطقة زراعة القطن وقصب السكر والشعير وازدهرت زراعة التمر والعنب والموز، ولعبت تربية الأغنام دورًا مهما في حياة الفلاح الزيري.
وقامت الأسواق المنتشرة بالمدن الزيرية بدور مهم في تنشيط الحركة التجارية؛ حيث كانت هناك أسواق: البزازين، والجزارين، والزجاجين، وسوق الدجاج، وسوق الغزل، وغيرها من الأسواق التي ساعدت على ازدهار التجارة، وبخاصة في مدينة القيروان، فأصبحت المغرب الأوسط بلدًا غنيا، وباتت قبلة تجار الشرق والغرب.
ونشطت حركة التصدير والاستيراد بها، واشتهرت مدينة باجة بتصدير كميات كبيرة من القمح، كما صُدِّر زيت الزيتون عن طريق مينائي عنابة، سكيكدة، تيزي وزو إلى بلدان المشرق، وبلاد أوربا، فأدى هذا الازدهار إلى تطور الصناعات، وعرفت المدن المغربية صناعات النسيج والجلود، والأوانى الفخارية، وغيرها من الصناعات المتنوعة.

### الناحية الفكرية
فقد شهدت الناحية الفكرية ازدهارًا كبيرًا وتطورًا ملحوظًا، وبخاصة في المدن التالية: تيفاش، تيارت، تلمسان، آشير، وهران، المدية والمسيلة بجاية، تيهرت والقيروان التي أصبحت في طليعة العواصم الإسلامية ذات الأثر في تاريخ الفكر الإسلامي، وشهدت مساجد المغرب الأوسط المناظرات الفقهية والكلامية بين الشيعة، والمالكيين من أهل السنة، وصمد علماء المذهب المالكي وفقهاؤه رغم ما لاقوه من سجن وتعذيب على أيدي الشيعة الفاطميين، وتعلق السكان بهذا المذهب، وأصبح مذهبهم الرسمي منذ ذلك الوقت.

### الحركة الأدبية
وتطورت الحركة الأدبية في عهد المعز بن باديس الذي اشتهر بتشجيع أهل الأدب والعلم، وأحسن معاملتهم، مثلما أخبر عنه ياقوت بقوله: «وكانت تلمسان والقيروان في عهده وجهة العلماء والأدباء، يشدون إليها الرحال من كل فجّ، لما يرونه من إقبال المعز على أهل العلم والأدب وعنايته بهم».
ثم كان لاختلاط الهلاليين بسكان المغرب الأوسط أثره الكبير في تعريب جزء من هؤلاء السكان، حيث امتزج المغاربة بالعرب الهلاليين على مر الأيام، وتزاوجا، فاختلطت الدماء، وتعلم سكان البلاد الأصليون لغة الوافدين العرب، فانتشرت اللغة العربية في مناطق كثيرة من المغرب الأوسط، ومن ثم انتشرت الثقافة العربية بهذه البلاد.

## آشير عاصمة الدولة الزيرية

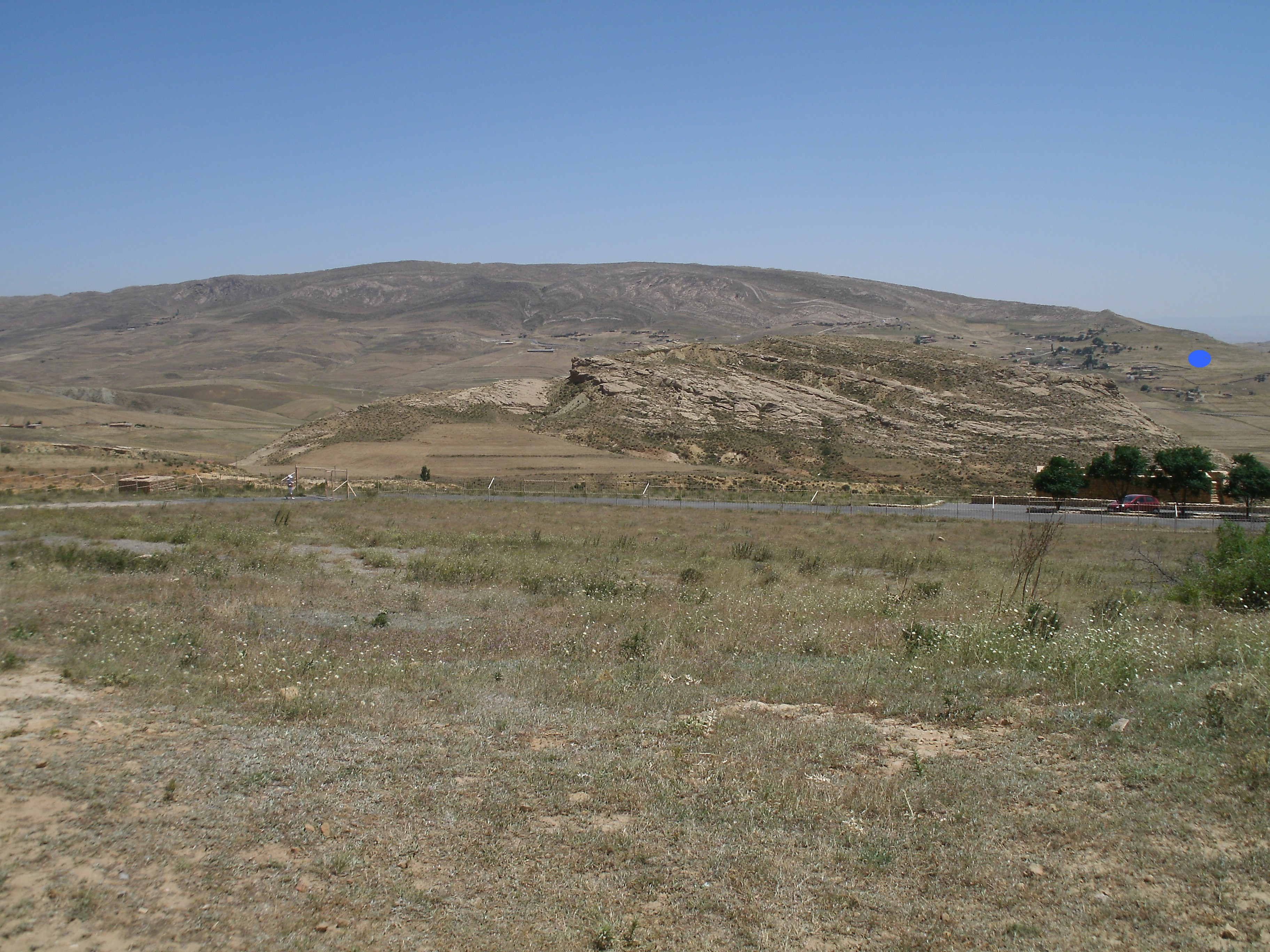
مدينة آشير العاصمة لدولة الزيرية

مدينة آشير بالجزائر (المغرب الأوسط) تقع في سفح جبل التيطري فوق سهل أو ربوة تطل على بلدية «الكاف» الأخضر بالجنوب الشرقي لولاية المدية ناحية شلالة العذاورة وتبعد عنها بمسافة 10 كم غربا على الطريق الوطني رقم 60 (شلالة العذاورة - قصر البخاري). جنوب شرق الجزائر العاصمة وتبعد عنها بحوالي 150 كلم. وتقع بمحاذاة جبل التيطري (الكاف الأخضر) الذي يبلغ ارتفاعه حوالي 1400 م عن مستوى سطح البحر.
يرجع فضل تأسيسها إلى زيري بن مناد الصنهاجي في (324هـ/936م) ووقع اختيار مكانها لوفرة المياه وإطلالها على سفوح الجبال الدائرة بها، زارها رحالة وعلماء أجلاء كما كانت الحياة العلمية فيها رائجة، جلبت لها أشهر البنائين من إفريقيا والمسيلة. كما شيدت بها القصور والإقامات والحمامات نذكر منها قصر بنت السلطان الذي ما زالت بعض أطلاله شاهدة عليه. أجريت بها حفريات من 1950 إلى 1993 كشف النقاب عن كثير من الأسرار. وهي لحد الساعة موجودة اطلالها ومحروسة لكنها دون بحث أو اهتمام من طرف المختصين. وقد بنيت هذه المدينة قبل أن تبنى المدن الثلاث الجزائر العاصمة ومليانة والمدية لان مؤسس العاصمة انطلق مناشير ليقيم العاصمة الحالية (جزائر بني مزغنة) واخوه توجه إلى بجاية ليؤسس مدينة بجاية.
ماعرفت به آشير من إستراتيجية الموقع وحصانتها الطبيعية وكونها نقطة وصل بين الشرق والغرب، من إفريقيا إلى تيهرت وعلى الطريق التي تصل تلمسان بالأوراس. جعلها عاصمة إستراتيجية لكونها منطقة آهلة بالحركة لكن طبيعتها قاسية ومسالكها وعرة.
بلغت مدينة آشير خلال الحكم الزيري درجة الذروة في الازدهار العلمي والاجتماعي، جذبت العلماء من كل جهة وقصدها الشعراء والرحالة من كامل الأمصار، كما شهدت الحياة الدينية والروحية إشعاعا فائقا. يمكن ان ترى منها جبال شفه للشمال وجبل ديرة وجبل كاف آفول ومدينة الشلالة شرقا.

## قائمة الأمراء
|   | الحاكم                               | الحياة     | الحكم      |
| - | ------------------------------------ | ---------- | ---------- |
| 1 | أبو الفتوح سيف الدولة بلقين بن زيري  | ....-983   | 973 -983   |
| 2 | أبو الفتح المنصور بن بلقين بن زيري   | ....-995   | 983 -995   |
| 3 | أبو قتادة ناصر الدولة باديس بن منصور | 984 -1015  | 995 -1015  |
| 4 | شرف الدولة المعز بن باديس            | 1062-1008  | 1061-1015  |
| 5 | أبو طاهر تميم بن المعز               | 1108-1027  | 1108-1050  |
| 6 | أبو طاهر يحي بن تميم                 | 1031-1115  | 1108 -1115 |
| 7 | علي بن يحي                           | ....-1121  | 1115- 1121 |
| 8 | أبو الحسن الحسن بن علي (زيريون)      | 1110- 1190 | 1121- 1148 |

## معرض صور

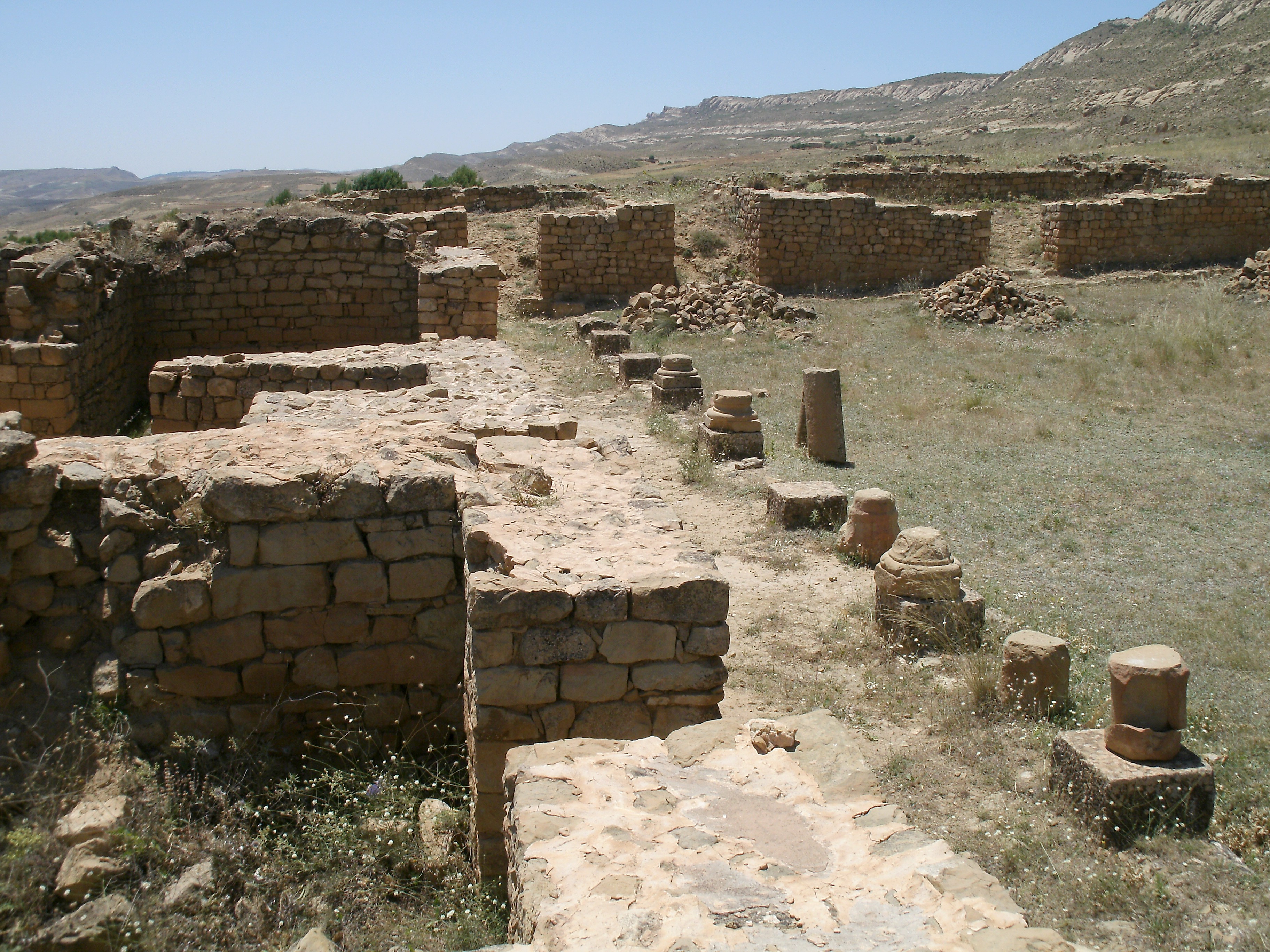
العاصمة آشير
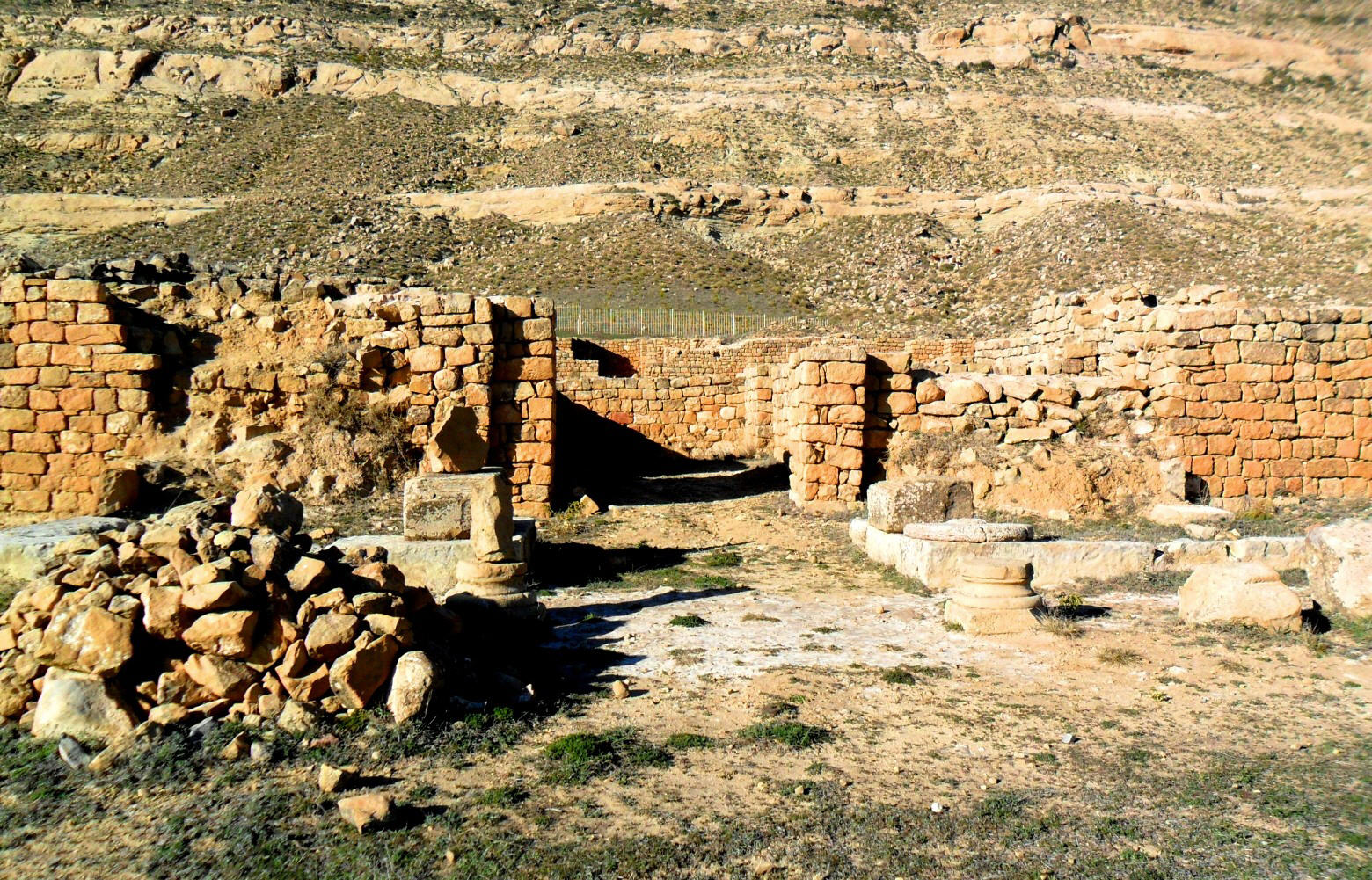
اثار مدينة اشير ببلدية الكاف لخضر بالمدية
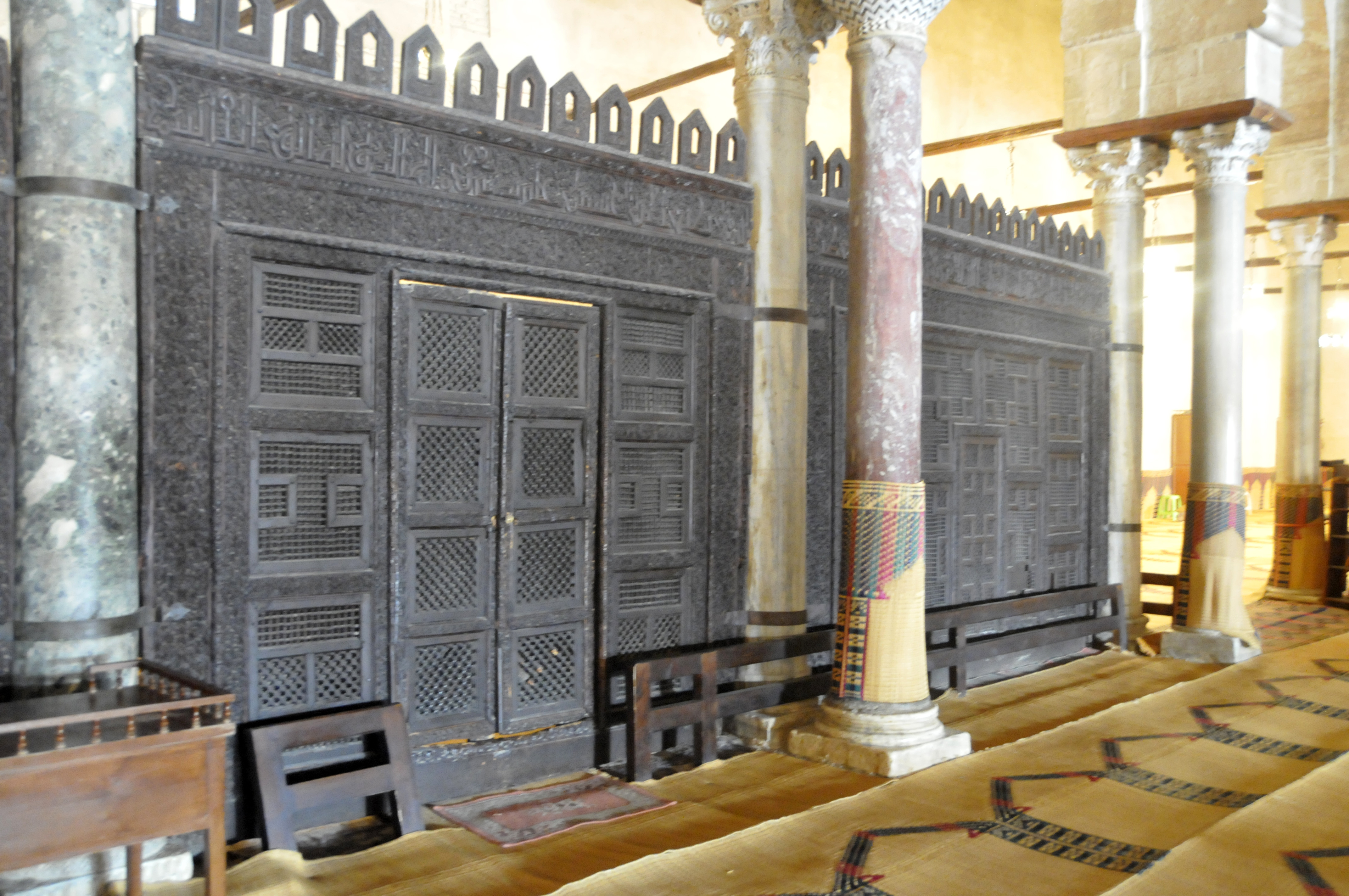
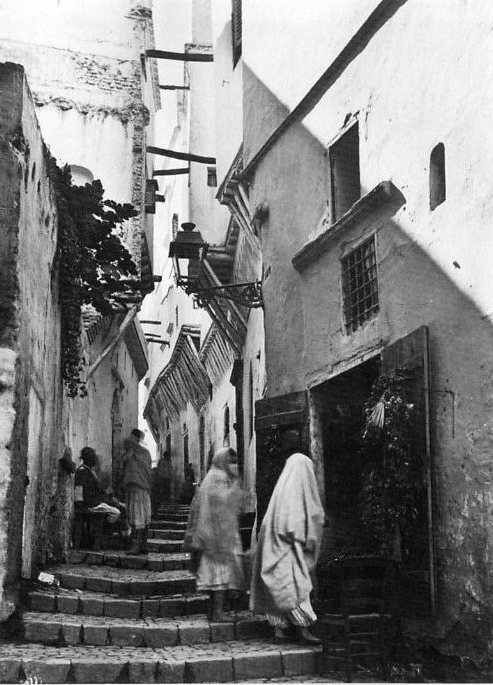
القصبة الزيرية الجزائر العاصمة